# Pěvecké sdružení moravských učitelů

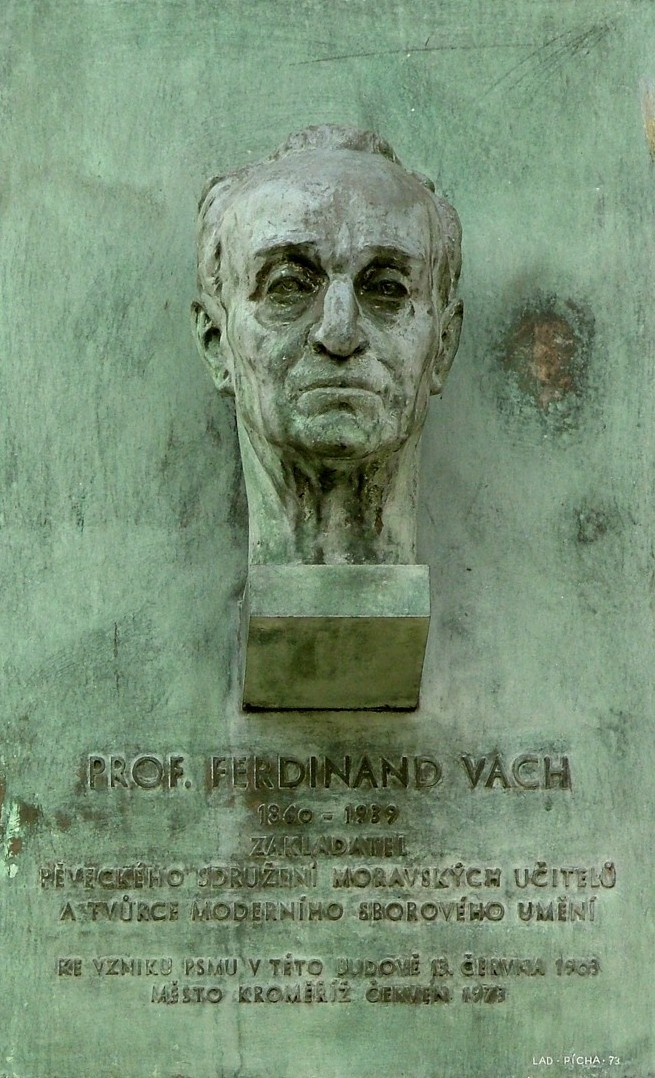
Ferdinand Vach - pamětní deska k výročí založení PSMU na budově kroměřížského gymnázia.

Pěvecké sdružení moravských učitelů (PSMU) je mužský pěvecký sbor. Bylo založeno roku 1903 v hanácké Kroměříži profesorem Ferdinandem Vachem působícím na tamním učitelském ústavu. Těleso postavené na pokrokovém pojetí práce vzniklo v době, kdy doznívala móda sborového zpěvu plnícího především společenskou funkci (na úkor umělecké kvality). Důraz byl zakladatelem sboru položen na zpěv zpaměti, na přesné intonování a pěstění hlasové kultury, podmíněné hlasovým výcvikem jednotlivců.
Podnětem k založení sboru utvořeného ze studentů a absolventů Učitelského ústavu v Kroměříži se stala očekávaná událost České výstavy, která měla být v roce 1903 zahájena v Chrudimi. Na ní měl sbor zastupovat Moravu. Při prvním vystoupení konaném 30. června 1903 v Kroměříži se sbor představil pod názvem Učitelský dorost kroměřížského pedagogia. Správní důvody vedly 31. března 1904 k jeho přejmenování na Pěvecké sdružení moravských učitelů. To již v dalším roce po řadě úspěšných domácích koncertů vystoupilo ve Vídni.
Protože se mezi členy sboru začali zařazovat i učitelé žijící v jiných moravských obcích, byly zkoušky sboru z Kroměříže přesunuty do Přerova. 
V roce 1935 převzal po Ferdinandu Vachovi řízení sboru Jan Šoupal a v roce 1964 Antonín Tučapský. Po něm sbor krátce řídil Oldřich Halma a od roku 1975 Lubomír Mátl, nejdéle působící dirigent PSMU, až do roku 2015. V roce 2015 se stal novým uměleckým vedoucím jeho žák Jiří Najvar, který sbor vedl do roku 2019. Po něm se této úlohy ujal Jiří Šimáček. Jako jeden z dirigentů působil ve sdružení dlouhou dobu Lumír Pivovarský.
Tento mužský pěvecký sbor úzce spolupracoval s Leošem Janáčkem, který se jeho zkoušek zúčastňoval již od roku 1904 (čestným členem v roce 1911), a zpíval a do dnešních dnů zpívá jeho skladby. Ferdinandem Vachem byly hned na začátku jeho existence do repertoáru sboru v roce 1903 zařazeny Janáčkovy skladby na text v hanáckém nářečí Klekánica a Dež víš, na jejichž provedení Leoš Janáček již delší dobu čekal. Obě tyto skladby byly Moravskými učiteli nacvičeny a provedeny 26. listopadu 1905 v Přerově. Významným koncertem v historii sboru se stal koncert v Prostějově uskutečněný před zájezdem do Paříže 12. dubna 1908, na němž poprvé zaznělo Janáčkovo dílo Maryčka Magdónova.
Své skladby Pěveckému sdružení moravských učitelů věnovala celá řada předních skladatelů. Vedle Leoše Janáčka, který sboru věnoval sbírku Čtvero mužských sborů moravských, to byli například čeští skladatelé Josef Bohuslav Foerster a Bohuslav Martinů. 
V repertoáru sboru jsou zastoupeny sbory Pavla Křížkovského, Bedřicha Smetany, Antonína Dvořáka, Josefa Bohuslava Foerstera, Emila Axmana, Vítězslava Nováka, Václava Kálika, Eugena Suchoně, Petra Ebena a Antonína Tučapského. Ze zahraničních skladatelů tvořících v časovém rozpětí od renesance až po současnost jsou v něm zastoupena díla Jacoba Galla-Handla, Giovanniho Pierluigiho da Palestriny, Tomáse Luise de Victoria, Orlanda di Lasso, Johannese Brahmse, Igora Stravinského, Carla Orffa, Quida Pipola a mnoho dalších. PSMU celkově nazkoušelo přes 700 skladeb domácích a zahraničních autorů. Program koncertů je obvykle sestaven ze tří částí, skladeb českých autorů, klasické polyfonie a zahraničních skladatelů, a z úprav lidových písní.
PSMU zpívalo od svého založení do současnosti na mnoha místech v Evropě, Asii i Americe. V roce 1924, kdy Leoš janáček slavil sedmdesátiny, byly do programu koncertu uspořádaného u příležitosti tohoto výročí zařazeny vedle ukázek z jeho rané sborové tvorby a „hanáckých“ sborů všechny tři bezručovské sbory, Česká legie a Potulný šílenec.
První plakát pro sdružení vytvořil v roce 1911 Alfons Mucha (plakát je k vidění v Muzeu Alfonse Muchy v Praze s fotografií zakládajících členů), pro další plakát poskytl v roce 2001 své dílo Jiří Kolář.

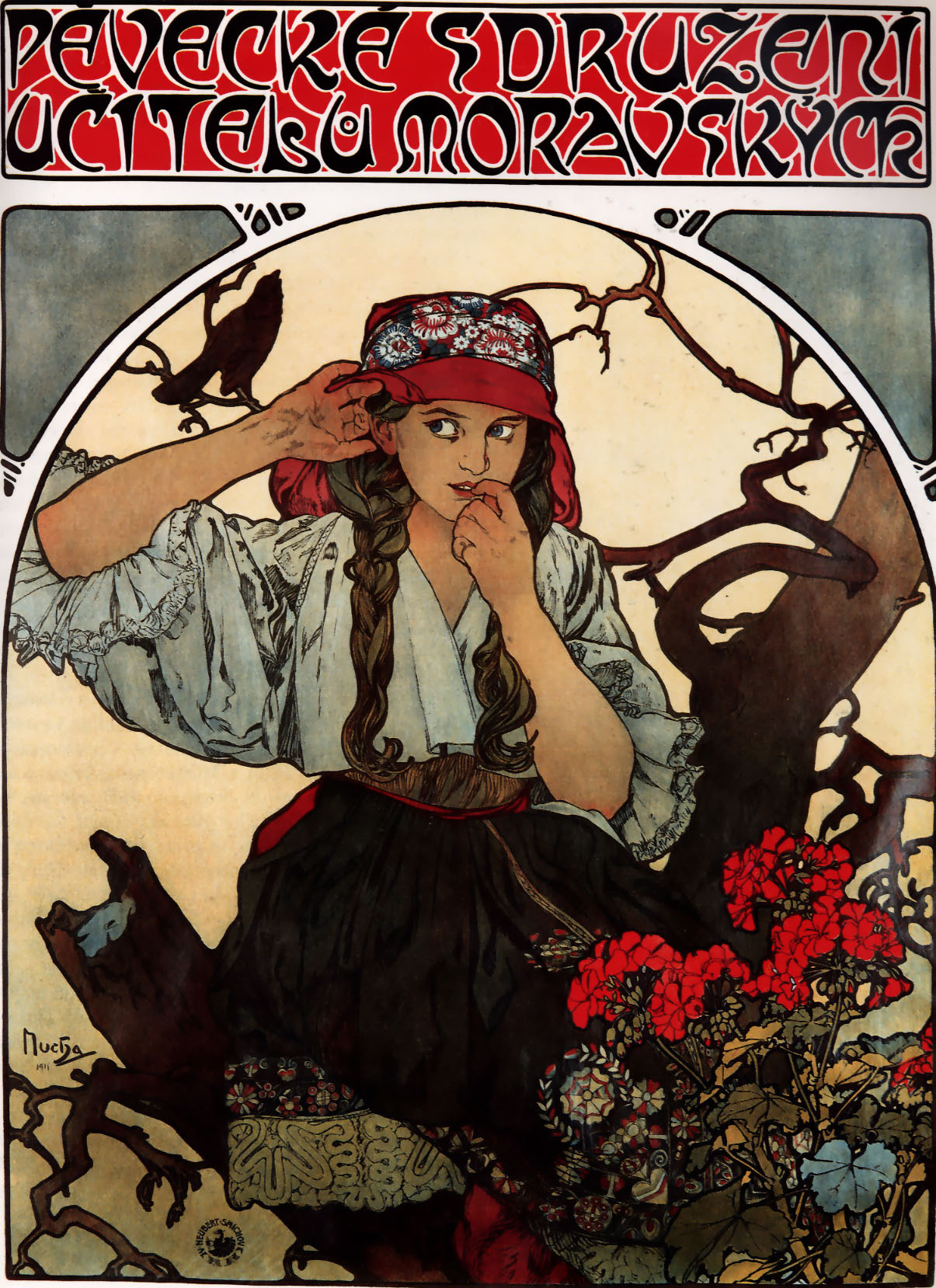
Alfons Mucha: Pěvecké sdružení učitelů moravských, 1911